# Phari

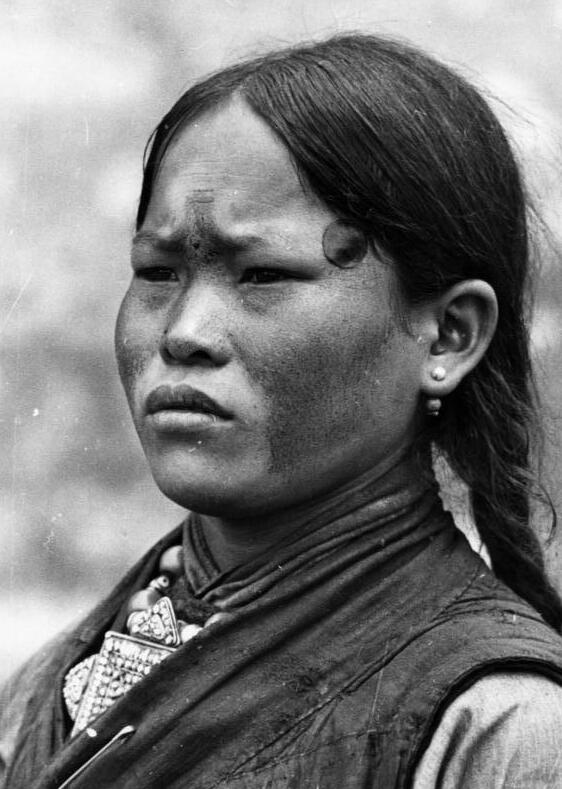
Tibétaine photographiée dans le Dzong de Phari, en 1938, lors d'une expédition allemande au Tibet

Phari, ou Pagri (tibétain : ཕག་རི, Wylie : phag ri ; chinois : 帕里镇 ; pinyin : pàlǐ zhèn), est un bourg de la région autonome du Tibet, en Chine. C'est une des villes les plus froides et les plus hautes au monde (4500 mètres d'altitude).

## Histoire
Pagri eut une importance militaire au début du XXe siècle quand elle fut occupée par le |corps expéditionnaire britannique  dirigé par Francis Younghusband en 1904, lors de l'Expédition militaire britannique au Tibet (1903-1904), puis par l'armée populaire de libération, lors de l'intervention militaire chinoise au Tibet (1950-1951), à partir de 1952. Phari était une zone de transit en route vers Gyantse pour se rendre à Lhassa.
C'est aussi la ville tibétaine la plus proche du col de Nathu La menant à Gangtok, capitale du Sikkim. Une autre route, menant au Bhoutan, fut utilisée lors des invasions tibétaines du Bhoutan.
Au cours de l’été 1912, le 13e dalaï-lama rencontra Agvan Dorjiev à Phari-Dzong, et ce dernier l’accompagna ensuite au monastère de Samding, avant son retour à Lhassa après son exil en Inde.
La mission diplomatique britannique à Lhassa de 1936-1937, menée par Basil Gould et Freddie Spencer Chapman, est également passée par Phari et décrit le dzong de Phari.

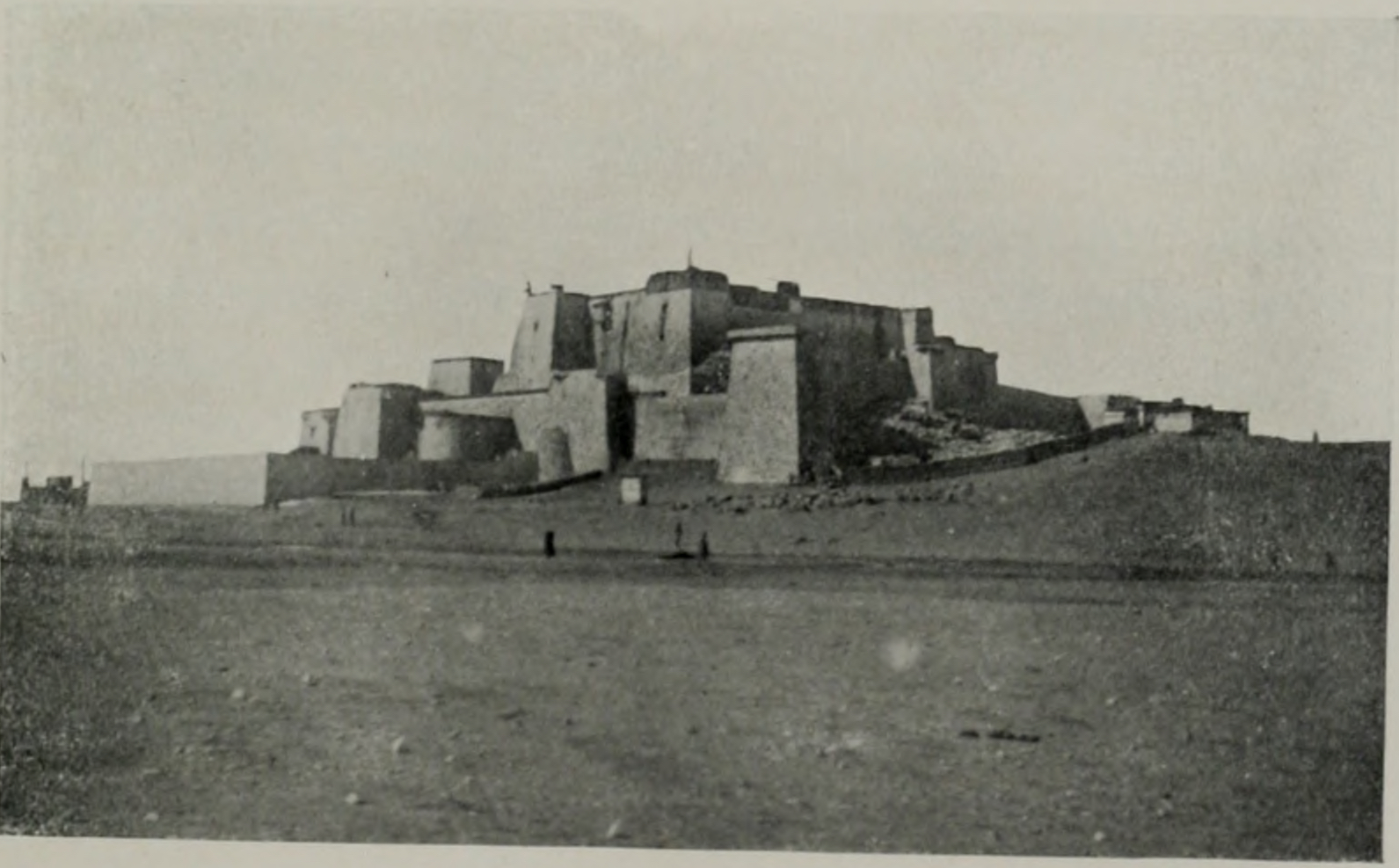
le Dzong en 1904, au moment de l'arrivée des troupes britanniques
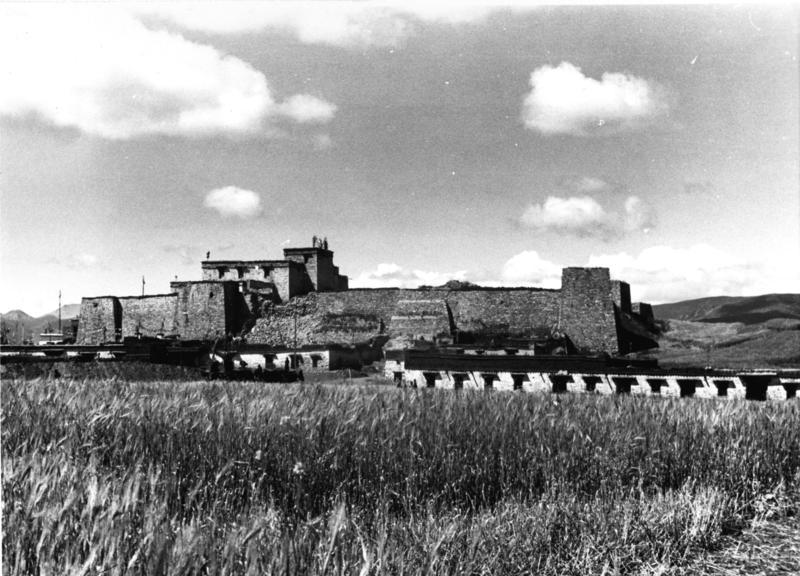
Le dzong de Phari, en 1939.
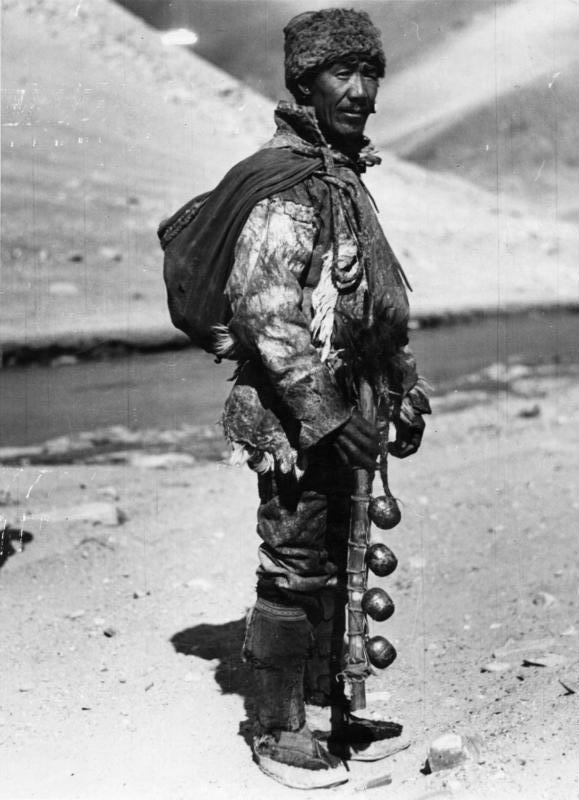
Facteur en 1938
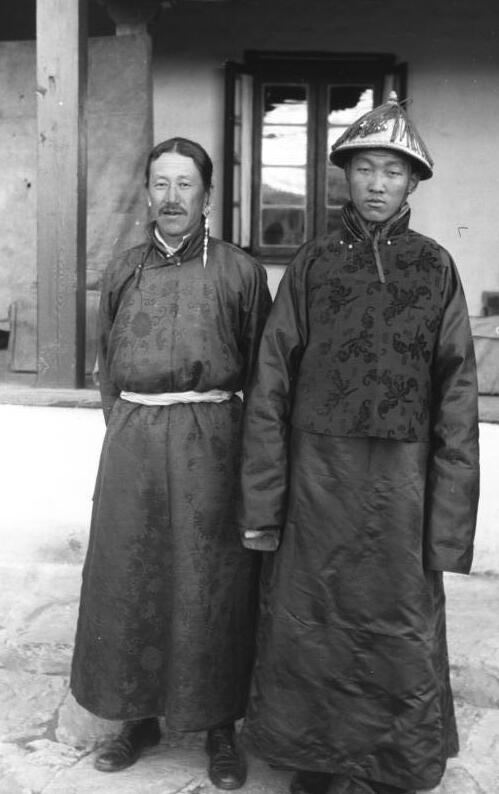
Fonctionnaires en 1938

## Personnalités
- Tashi Tsering Phuri est né à Phari en 1952.
- Thubten Ngodup, actuel Oracle de Nechung, est né à Phari en 1957.
- Bhuchung K. Tsering est né à Phari en 1960.